# Death Is the Only Answer
"Death Is the Only Answer" é um mini-episódio especial da série de ficção científica britânica Doctor Who que foi transmitido originalmente na BBC Three como parte do programa Doctor Who Confidential em 1 de outubro de 2011. Foi escrito por meio de uma competição "Script to Screen" na qual escolas do ensino fundamental foram solicitadas a escrever um roteiro incluindo o Décimo primeiro Doutor e um inimigo dele. A competição foi vencida pelas crianças da Oakley CE Junior School.
No episódio, o chapéu turco do Doutor chama seu antigo dono Albert Einstein (Nickolas Grace) para a TARDIS, que carrega um líquido misterioso que o transforma em um Ood.

## Enredo
O Doutor está na TARDIS depois de ter recuperado seu chapéu turco após os eventos de "The Big Bang". Enquanto celebra, ele tropeça e derruba o chapéu no console, mexendo uma alavanca. O chapéu desaparece e então Albert Einstein surge com ele em sua cabeça. Einstein cumprimenta o Doutor e explica que estava trabalhando em uma máquina do tempo e pensou ter encontrado a parte vital dela — um líquido misterioso que ele acredita ser "líquido de fusão biônica".
O Doutor se oferece para fazer alguns testes, mas Einstein insiste em testá-lo ele mesmo e se vira para se afastar do console. No entanto, o líquido espirra em seu rosto e o transforma em um Ood. Por vários segundos, o "Albert-Ood" repete "A morte é a única resposta", confundindo o Doutor. De repente, um vórtice de cilindro branco aparece e o "Albert-Ood" caminha em sua direção e de alguma forma consegue se transformar novamente em Einstein. Ele então pede para ir para casa, sendo deixado em 1945. Enquanto o Doutor parte para outra aventura, um pouco do líquido é deixado no chão, movendo-se lentamente.

## Produção

### Roteiro

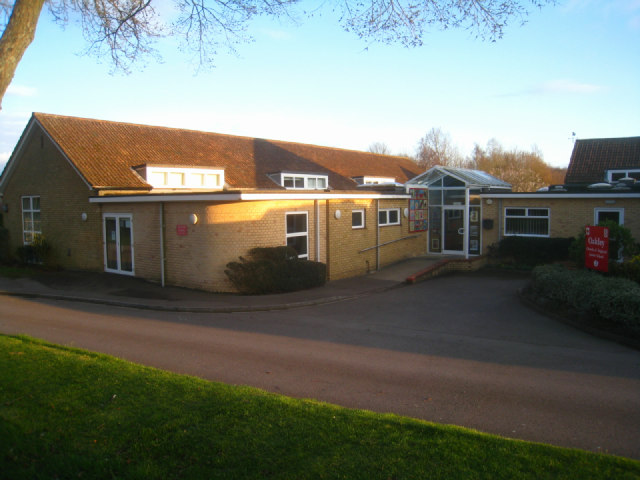
"Death Is the Only Answer" foi escrito por quatro alunos da Oakley Junior School (imagem)

"Death Is the Only Answer" é o vencedor do concurso de escrita "Script to Screen" da BBC Learning, que começou em 28 de abril de 2011 e encorajou crianças de 9 a 11 anos a colaborar em um roteiro de três minutos para o Décimo primeiro Doutor. O roteiro também poderia apresentar um novo personagem humano e um inimigo Ood, Judoon, Cyberman ou Weeping Angel. O site da BBC Learning continha recursos de aprendizagem para professores e alunos exercitarem suas habilidades de escrita, enquanto Matt Smith, Karen Gillan e Arthur Darvill apresentaram uma série de vídeos em personagem como o Doutor, Amy Pond e Rory Williams, respectivamente. Vídeos também foram produzidos com conselhos sobre como escrever um bom roteiro e incorporar personagens e direções de palco. A resposta à competição foi ótima, com 292 000 downloads do material didático online.
O professor das crianças, Kevin Downing, contou a todas as crianças do ensino fundamental sobre a competição em uma assembleia, pedindo que criassem um bom enredo em pequenos grupos. Ele disse que eles passaram "cerca de três horas ao longo de várias semanas escrevendo o roteiro. Sendo fãs de Doctor Who, eles se divertiram muito deliberando sobre como o Doutor reagiria às coisas, o que ele diria e imaginando como ficaria em cena. Ninguém jamais imaginou que a escola venceria a competição, é claro, mas foi emocionante ter entrado e ter o roteiro finalizado para olhar para trás nos anos que viriam."
O roteiro escolhido foi escrito por quatro alunos da Oakley CE Junior School: Adam Shephard, Ben Weston, Daniel Heaton e Katie Hossick. Eles escolheram um Ood para aparecer no mini-episódio após decidirem que os Cybermen "andam um pouco devagar demais", os Judoon "não são realmente assustadores" e um Weeping Angel "não faria nada". A aparição de Albert Einstein aconteceu porque os alunos aprenderam sobre ele na escola.

### Seleção e filmagem
Os vencedores foram selecionados pelo showrunner Steven Moffat, pelo controlador da BBC Learning Saul Nassé e pelos produtores executivos da série, Piers Wenger e Beth Willis. Sobre a escolha, Moffat disse:
Adorei os roteiros pré-selecionados, havia tanta habilidade e entusiasmo mostrados que era realmente muito, muito difícil julgar. Havia uma escrita realmente muito habilidosa, foi muito emocionante como eles pegaram a voz do Doutor e como eles usaram as limitações sempre rigorosas de Doctor Who a seu favor, muito emocionante.
Matt Smith ficou impressionado com o roteiro escolhido e particularmente com o papel de Albert Einstein no mini-episódio. Smith, que também havia escrito suas próprias histórias sobre Einstein encontrando o Doutor, disse que foi "brilhantemente realizado. Elas [as crianças] fizeram isso com desenvoltura."
Os vencedores foram levados ao complexo Upper Boat Studios perto de Cardiff, no País de Gales, para ver seu episódio sendo filmado, enquanto a equipe do Doctor Who Confidential estava lá para documentar a transição do roteiro para a tela.

## Transmissão
"Death Is the Only Answer" foi ao ar no final do Doctor Who Confidential de 1 de outubro de 2011; episódios anteriores detalharam a transformação do roteiro em episódio.